# Gellerup Sogn
Gellerup Sogn er et sogn i Århus Vestre Provsti (Århus Stift).
Efter at Gellerup Kirke var indviet i 1976, blev Gellerup Sogn i 1977 udskilt fra Brabrand Sogn, som i 1800-tallet hørte til Hasle Herred i Aarhus Amt. Brabrand-Sønder Årslev sognekommune var ved kommunalreformen i 1970 indlemmet i Aarhus Kommune.
I Gellerup Sogn findes følgende autoriserede stednavne:
- Gellerup (bebyggelse, ejerlav)